# Maria Vittoria De Fornari Strata
Maria Vittoria De Fornari Strata (Genova, 1562 – Genova, 15 dicembre 1617) è stata una religiosa italiana, fondatrice dell'Ordine della Santissima Annunziata. Fu beatificata nel 1828 da papa Leone XII.

## Biografia
Settima di nove figli di Gerolamo e Barbara Veneroso, nacque a Genova nel 1562 in un contesto familiare benestante. A soli 17 anni i genitori la diedero in sposa ad Angelo Strata, un gentiluomo genovese. I due si sposarono il 21 marzo 1579 e vissero il loro matrimonio sotto una profonda pratica cristiana. Dalla loro unione nacquero sei figli: Gerolama, Emilia, Giuseppe, Leonardo, Alessandro e Angelo. Durante l'estate del 1587, proprio mentre Vittoria era in dolce attesa del suo sesto figlio, il marito si ammalò gravemente e morì il 30 novembre 1588. Alla luce di questi avvenimenti, Vittoria decise di chiamare il bambino proprio come il marito appena scomparso: Angelo. Dopo la morte del coniuge, Vittoria cadde in depressione. Un giorno, durante un momento di preghiera, mentre nella sua camera sostava orante davanti ad un quadro raffigurante la Sacra Famiglia, vide il dipinto prender vita e udì la Vergine Maria parlarle per consolarla. Trovò presto pace e, dopo quell'esperienza mistica, decise di incontrare padre Bernardin Zanoni, un gesuita, il quale la orientò verso una vita di ascesi, in particolare attraverso la preghiera silenziosa. Ella iniziò a frequentare la chiesa di Sant'Andrea in Genova, retta dai Gesuiti; entrò così a far parte di un gruppo di dame devote che, sotto la guida di padre Zanoni, si dedicavano alla vita spirituale e alla pratica dell'orazione mentale: padre Zanoni divenne ben presto il suo confessore e direttore spirituale. In tal modo Vittoria riuscì a superare la crisi per la morte del marito e negli anni successivi si dedicò serenamente all'educazione dei figli e a opere di carità. Iniziò anche a partecipare alla messa quotidiana, recitando regolarmente il piccolo ufficio della Beata Vergine e il rosario. Fece, perciò, voto di castità e si ritirò dalla vita sociale, dedicandosi esclusivamente a Dio e ai poveri. La sua casa era austera e semplice, praticava l'astinenza e, durante i giorni di digiuno, si nutriva solo di pane e acqua.
Nel 1597 il suo penultimo figlio, Alessandro, morì all'età di dieci anni. Gli altri figli, consentendo al desiderio della madre, a uno a uno si fecero religiosi tra il 1597 e il 1602: la figlia maggiore entrò nell'ordine delle Canonesse Lateranensi, presto raggiunta dall'altra sorella minore; Giuseppe entrò nell'Ordine dei Minimi a soli 15 anni, seguito da Leonardo e Angelo. Essendo i figli diventati indipendenti ed essendo lei scevra da particolari incarichi familiari, Vittoria fu più libera di dedicarsi ai poveri e ai malati. 
Ella aveva intanto provato, su consiglio di padre Zanoni, a sottoporre un suo progetto di fondazione di un monastero femminile di stretta clausura all'arcivescovo di Genova Orazio Spinola, ottenendone però solo un vago incoraggiamento. Ma nel 1602, in previsione della prossima professione dell'ultimogenito, ella si trovò in grado di progettare concretamente la fondazione di un nuovo istituto. Tornata dall'arcivescovo con un piano preciso, ne ottenne l'approvazione necessaria. Agli inizi del 1603 padre Zanoni la mise in contatto con i coniugi genovesi Vincenzina Lomellino e Stefano Centurione, i quali erano appena tornati da Napoli, città in cui avevano vissuto per tredici anni. Il progetto piacque molto ai coniugi Centurione, che tuttavia speravano di far passare il monastero, una volta fondato, alla regola carmelitana, per la quale sentivano particolare affinità. Nel corso di quell'anno aderirono al progetto della Fornari altre tre giovani penitenti di padre Zanoni: Maria Tacchini, Chiara Spinola e Cecilia Pastori.
Le costituzioni del nuovo istituto, probabilmente redatte da padre Zanoni, vennero approvate dall'arcivescovo, coadiuvato da una commissione di religiosi e, poco dopo, il 15 marzo del 1604, ottennero anche l'approvazione di papa Clemente VIII. In attesa della professione religiosa e di una sistemazione definitiva nel nuovo monastero in costruzione, le cinque compagne, seguite da alcune giovani parenti, si trasferirono in una casa vicina. Il 5 agosto 1604 l'arcivescovo Spinola diede l'abito alle prime cinque monache; Vittoria, eletta priora, mantenne il proprio nome, facendolo precedere, in onore alla Vergine, da quello di Maria, che tutte le monache dovevano assumere per norma.
Il nuovo Ordine, detto della Ss. Annunziata, seguiva la regola di sant'Agostino. Le costituzioni prevedevano, in aggiunta ai tradizionali voti di povertà, castità, obbedienza, un quarto voto di stretta clausura, da professare all'ordinario del luogo. Contrariamente ai desideri di Madre Maria Vittoria, la quale avrebbe preferito l'osservanza di una clausura perpetua, l'arcivescovo Spinola consigliò e predispose, nel 1605, al momento della redazione definitiva delle costituzioni, l'apertura delle grate tre volte l'anno e la possibilità di qualche visita annuale dei parenti stretti. L'abito delle monache era bianco, turchino lo scapolare, il manto e i sandali; per tale motivo le annunziate vennero ben presto conosciute con il nome di turchine, celesti o Annunziate Turchine.

### Il nuovo istituto
Il primo anno di vita del nuovo istituto fu però contrassegnato da momenti di forte tensione tra la Madre Fornari e i coniugi Centurione, soprattutto a causa dell'insistenza di questi ultimi, sostenuti dai carmelitani di Genova, per far passare il nuovo monastero alla regola del Carmelo. Agli inizi del 1605 a causa di una grave malattia che rischiò di farla morire, mise temporaneamente a tacere tutte le discussioni. Maria Vittoria si riprese, mentre l'8 aprile del 1605 morì la Centurione (suor Maria Maddalena), da tempo malata. Stefano Centurione, dopo la scomparsa della moglie, riprese i propri tentativi di mutare l'osservanza delle annunziate. La sua ostinazione e il fermo diniego di Madre Fornari divisero in due il monastero. La situazione divenne per lei quasi insostenibile, finché non intercettò casualmente, il 16 giugno 1605, una lettera segreta delle consorelle in appoggio a Stefano Centurione. La scoperta della trama le procurò una ricaduta; le monache, pentitesi dell'insubordinazione, finirono quello stesso giorno per accettare la sua volontà. Anche Stefano Centurione, ravvedutosi, le rese pubbliche scuse. Superate le divisioni, il 7 settembre 1605 fu infine celebrata la professione solenne delle prime quattro monache; i padri somaschi divennero i confessori ordinari del nuovo istituto. Fu, inoltre, deciso che i voti religiosi sarebbero stati rinnovati ogni 25 marzo per la festa dell'Annunciazione. Nel novembre del 1605, Stefano Centurione, appena ordinato sacerdote, divenne cappellano del monastero. Il 28 giugno del 1608 le annunziate, ormai in numero di ventiquattro, entrarono nel nuovo monastero del Castelletto e nell'ottobre di quello stesso anno Madre Fornari venne rieletta priora; governò negli anni successivi, con molta umanità, ma distinguendosi per il rigore nell'applicazione delle regole.
Il nuovo Ordine iniziò intanto a diffondersi velocemente, prima in Francia e poi in Belgio. Anche queste fondazioni, la prima delle quali si ebbe già nel 1612 (monastero di Pontarlier), vennero promosse e sostenute dai Gesuiti.
Il 6 agosto 1613 le monache di Genova ottennero da Roma la conferma definitiva del nuovo istituto. Nello stesso anno morì, in odore di santità, frate Giovanni Angelo (Giuseppe), primogenito di Madre Fornari. Nel 1615 quest'ultima, dopo tredici anni ininterrotti di priorato, lasciò la carica alla vicepriora Maria Giovanna Tacchini e riprese a vivere come semplice religiosa, sopportando pesanti umiliazioni durante i primi anni del duro governo della nuova priora. Morì, dopo breve malattia, il 15 dicembre 1617.
Madre Fornari ha lasciato alcuni scritti, parzialmente inediti e conservati presso le monache annunziate di Genova: una memoria autobiografica degli anni precedenti alla fondazione del monastero, che si arresta al 1605 ed è scritta in forma di confessione; tre lettere, una delle quali riportata nel decreto di approvazione degli scritti (Roma 1728), dirette ai figli, le uniche sopravvissute di un epistolario di venti lettere.

## Culto
Secondo la tradizione, poco dopo la sua morte, Madre María Vittoria apparve a una sua devota vestita con tre abiti differenti: uno era di colore scuro, ma adornato con oro e argento; l'altro era anch'esso scuro, ma adornato con gioielli brillanti; e l'ultimo era bianco e blu scintillante. Secondo questa tradizione, i tre abiti indossati da Madre Maria Vittoria vogliono significare i tre "stati" di vita: coniugale, di vedovanza e religioso, proprio quelli che lei stessa ha vissuto. Oltre la sua storicità, questa visione dimostra che la venerazione per Madre Maria Vittoria è rimasta sempre viva nel cuore della gente.
Maria Vittoria de Fornari Strata venne beatificata da papa Leone XII il 21 settembre 1828. In occasione della sua beatificazione, quello stesso anno, venne pubblicato una biografia in italiano dal titolo Vita della B. Maria Victoria Fornari-Strata, fondatrice dell'Ordine della Santissima Annunziata detto «Le Turchine»
Il suo corpo incorrotto riposa nel Monastero della Santissima Annunziata ed Incarnazione a San Cipriano di Serra Riccò ma, con decreto del 22 luglio 2024, l'arcivescovo di Genova, monsignor Marco Tasca, ne ha stabilito la traslazione presso la chiesa della casa generalizia delle Suore di Nostra Signora del Rifugio in Monte Calvario nel quartiere Genovese di Marassi.
Viene commemorata il 15 dicembre.